# Dzsamsedpur
Dzsamsedpur (hindi nyelven: जमशेदपुर, angolul: Jamshedpur ) város India északkeleti részén, Dzshárkhand szövetségi államban. Lakossága 630 ezer fő elővárosokkal 1,34 millió fő volt 2011-ben.

## Jellemzői
A 20. század elejéig az indiai őserdők szélén álló eldugott település volt. Fellendülése akkor kezdődött, amikor Dzsamszedzsi Tata megalapította az első acélgyárat, akiről a város később a nevét kapta. Azóta újabb kombinátok épültek itt. Ma jelentős ipari központ egy vasércben, mangánércben, bauxitban és szénlelőhelyekben gazdag völgyben.

## Fordítás
Ez a szócikk részben vagy egészben  a   Jamshedpur című angol Wikipédia-szócikk fordításán alapul.  Az eredeti cikk szerkesztőit annak laptörténete sorolja fel. Ez a jelzés csupán a megfogalmazás eredetét és a szerzői jogokat jelzi, nem szolgál a cikkben szereplő információk forrásmegjelöléseként.